# Susan Sullivan
Pour les articles homonymes, voir Sullivan.
Susan Michaela Sullivan est une actrice américaine née le 18 novembre 1942 à New York, (États-Unis), connue pour plusieurs rôles notables dans divers programmes de télévision. Susan Sullivan a joué le rôle de Lenore Curtin Delaney dans le feuilleton Another World (1971-1976), Maggie Gioberti Channing dans le feuilleton Falcon Crest (1981-1989), et Kitty Montgomery dans la sitcom Dharma et Greg (1997-2002). Elle apparaît ensuite dans Castle dans le rôle de Martha Rodgers, la mère de Richard Castle.

## Carrière
Susan Sullivan est née à New York, mais est élevée à Long Island dans le village de Freeport (inclus à la ville d'Hempstead), comté de Nassau, où elle est diplômée de l'école secondaire de Freeport en 1960. Elle a obtenu un Baccalauréat universitaire en art dramatique de l'université Hofstra en 1964.
Vie privée
Elle est la compagne de Connell Cowan, psychologue et auteur depuis 1988. 

## Filmographie

### Cinéma
- 1964 : La rivolta dei barbari
- 1978 : Killer's Delight
- 1996 : A Memory for Tino : Tino's Mother
- 1997 : Le Mariage de mon meilleur ami (My Best Friend's Wedding) : Isabelle Wallace
- 1998 : Show & Tell
- 2001 : Puzzled : Anabel Norton

### Télévision
- 1968 : Macbeth (TV) : Third Witch
- 1970 : The Best of Everything (série télévisée) : April Morrison
- 1970 : A World Apart (série télévisée) : Nancy Condon (1970-1971)
- 1964 : Another World (série télévisée) : Lenore Moore Curtin Delaney #2 (1971-1976)
- 1972 : Between Time and Timbuktu (TV) : Nancy
- 1976 : Our Man Flint: Dead on Target (TV)
- 1976 : La Bataille de Midway (Midway) : Ann (TV version only)
- 1976 : Les Héritiers ("Rich Man, Poor Man - Book II") (feuilleton TV) : Maggie Porter
- 1977 : The City (TV) : Carol Carter
- 1977 : Roger & Harry: The Mitera Target (TV) : Cindy St. Claire
- 1977 : The Magnificent Magical Magnet of Santa Mesa (TV) : C.B. Macauley
- 1977 : Having Babies II (TV) : Dr Julie Farr
- 1977 : Kojak (TV, 1 épisode) : Carol Krug
- 1977 : L'Incroyable Hulk (The Incredible Hulk) (TV) : Dr Elaina Marks
- 1978 : Deadman's Curve (TV) : Rainbow
- 1978 : Having Babies III (TV) : Dr Julie Farr
- 1978 : Having Babies (série télévisée) : Dr Julie Farr
- 1978 : The Comedy Company (TV) : Linda Greg
- 1978 : The New Maverick (en) d'Hy Averback (TV) : 'Poker' Alice Ivers
- 1979 : Breaking Up Is Hard to Do (TV) : Diane Sealey
- 1980 : Marriage Is Alive and Well (TV) : Sara Fish
- 1980 : The Ordeal of Dr. Mudd (TV) : Frances Mudd
- 1980 : City in Fear (TV) : Madeleine Crawford
- 1980 : It's a Living (série télévisée) : Lois Adams (1980-1981)
- 1981 : Falcon Crest (feuilleton TV) : Maggie Donovan Hartford Gioberti Channing (1981-1989)
- 1983 : Cave-In! (TV) : Kate Lassiter
- 1986 : Rage of Angels: The Story Continues (TV) : Mary Beth Warner
- 1991 : Perry Mason : The Case of the Ruthless Reporter (TV) : Twyla Cooper
- 1994 : The George Carlin Show (série télévisée) : Kathleen Rachowski
- 1994 : A Perfect Stranger (TV) : Kaye
- 1995 : Les Monroes (série télévisée) : Kathryn Monroe
- 1997 : Dharma et Greg (série télévisée) : Katherine 'Kitty' Montgomery
- 1997 : Two Came Back (TV) : Patricia Clarkson
- 2003 : Mon oncle Charlie : mère de Gloria (saison 4, épisode 11)
- 2006 - 2007 : The Nine : 52 heures en enfer : Nancy  Hale
- 2007 : Brothers and Sisters (1 épisode) : Miranda Jones
- 2009 - 2016 : Castle : Martha Rodgers
- 2017 : La Méthode Kominsky : Aileen